# Blatte germanique
Blattella germanica
Espèce
La blatte germanique (Blattella germanica) est une petite espèce de cafards appartenant à la famille des Blattellidae dans l'ordre des Blattodea (Blattaria). Elle mesure de 13 à 16 mm de long,. Originaire d'Asie, elle se rencontre dans de très nombreux pays, en particulier près des habitations humaines. Il s'agit de l'espèce de blatte la plus souvent rencontrée. Elle a une durée de vie de 3 à 7 mois.

## Description
Chez l'adulte, la couleur va de bronze à brun clair. La nymphe est brun foncé et possède une bande claire qui traverse le centre de son thorax. Les deux stades ont deux stries parallèles foncées qui partent de la tête et se rendent à la base des ailes ou de l'abdomen.
Chez les deux sexes, les ailes couvrent le corps. Bien qu'ils aient des ailes, les adultes sont incapables d'effectuer un vol soutenu.
La blatte germanique est étroitement apparentée à la blatte asiatique (Blattella asahinai). D'ailleurs les deux espèces semblent presque identiques à l'observateur inexpérimenté.

## Reproduction et développement
Ces insectes ont un développement hémimétabole qui se déroule en trois étapes principales : l'œuf, la nymphe et l'adulte. La nymphe est relativement similaire à l'adulte. Elle est cependant plus petite, ses ailes ne sont pas développées et ses organes sexuels ne sont pas encore à maturité. Au cours de sa croissance, elles ressembleront de plus en plus à l'adulte et c'est à leur dernière mue, que les ailes finissent par se déployer complètement (chez les espèces à longues ailes).

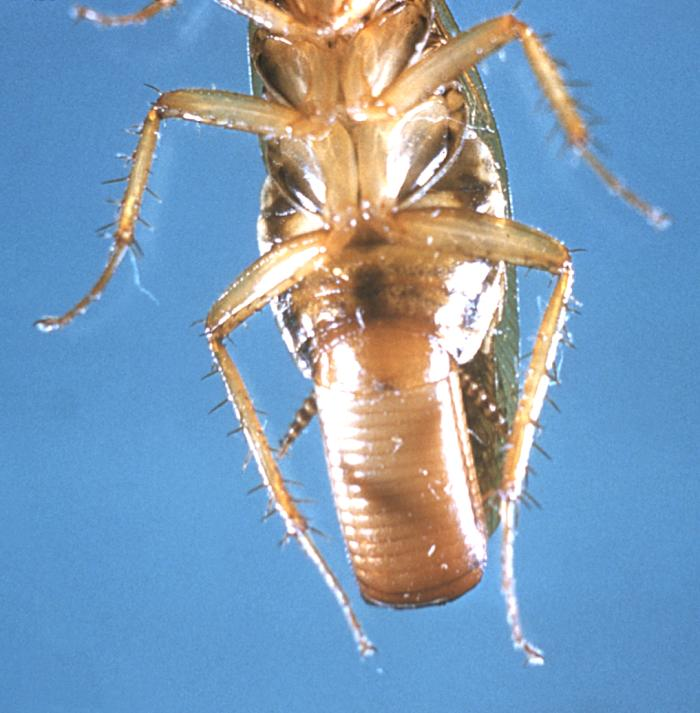
Apparition de l'oothèque à l'extrémité de l'abdomen de la femelle.

La blatte germanique se reproduit plus vite que tout autre cafard résidentiel. Le développement de l'œuf à l'adulte se réalise en environ 123 jours.
Une fois fécondée, la femelle produit une oothèque à l'intérieur de son abdomen. Au cours du développement des œufs, son corps devient de plus en plus gonflé. À la fin de l'incubation, les œufs ont terminé leur croissance et l'oothèque commence à dépasser de l'abdomen.
Peu de temps avant l'émergence des nymphes, l'oothèque se détache de l'abdomen de la femelle et tombe sur le sol. La majorité des nymphes émergent 24 heures après le détachement. Un petit pourcentage de nymphe peut éclore pendant que l'enveloppe est encore accrochée à la femelle. Chez cette espèce, la femelle peut pondre entre 3 et 6 oothèques et chacune d'elles peut contenir jusqu'à 50 œufs. Ils peuvent avoir 3 ou 4 générations par année.
À l'éclosion, les nymphes sont noires et mesure seulement 3 mm long. Elles passeront par 6 ou 7 stades avant de devenir matures sexuellement.

## Répartition et origine démographique
Blattella germanica est largement répandue à travers le monde et elle fréquente surtout les restaurants, les installations de transformation des aliments, les hôtels et les établissements institutionnels (hôpitaux et les maisons de soins). Dans les climats plus froids, on ne la trouve d'ailleurs qu'à proximité des maisons, car elle résiste mal au froid. On retrouve des blattes germaniques aussi loin dans le nord qu'à Alert au Nunavut, et à l'opposé, au sud de la Patagonie australe. Elles sont maintenant présentes sur tous les continents mis à part l'Antarctique.

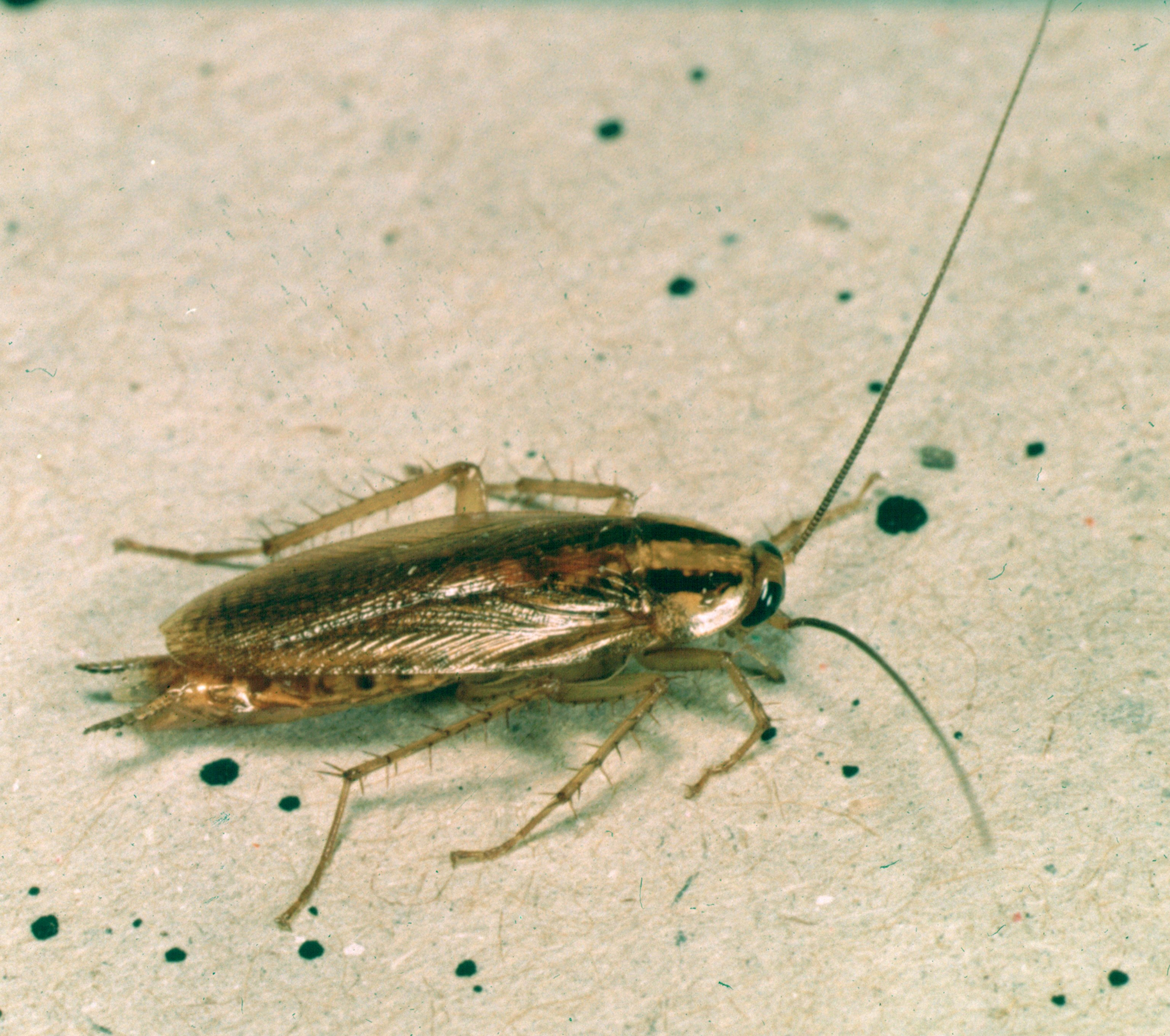
Blattella germanica est l'espèce la plus nuisible des Blattodea.

Au début, elle a été considérée comme originaire d'Europe pour ensuite être une espèce venue de l'Éthiopie en Afrique,. Les analyses les plus récentes tentent à affirmer qu'elle est plutôt originaire du sud-est de l'Asie,. Sa sensibilité au froid semble renforcer l'hypothèse d'une origine tropicale.

## Alimentation
La blatte germanique est omnivore. Elle apprécie particulièrement l'amidon, les aliments sucrés, les graisses et la viande. En cas de pénurie d'aliments, elles peuvent manger des articles ménagers tels que du savon, de la colle ou encore du dentifrice. Dans des cas de famine, elles deviennent cannibales et peuvent s'alimenter des ailes ou encore des pattes d'individus vivants.

## Comportement
On peut en voir pendant la journée, surtout si elles sont nombreuses ou si elles ont été dérangées ; elles sont néanmoins nocturnes et donc actives surtout la nuit. Lorsqu'elles sont excitées ou effrayées, elles sécrètent une odeur désagréable.
La blatte germanique est également radiorésistante.

## Problématique de gestion
La blatte germanique a réussi à s'établir avec succès dans nos bâtiments et est maintenant tolérante à de nombreuses mesures de lutte. Elle est avantagée par l'absence de prédateurs naturels dans les habitations, par une reproduction prolifique, un cycle de reproduction court, une maturité sexuelle atteignable en quelques semaines et à sa capacité de se cacher dans de très petits abris. Elle préfère les espaces confinés, et grâce à sa petite taille, elle peut se cacher plus facilement dans de très petits orifices pour se mettre à l'abri des humains.
Son comportement pose également problème pour sa gestion. Bien qu'elles ne soient pas sociales et ne pratiquent pas de soins maternels, les femelles portent l'oothèque pendant l'incubation. Ce comportement protège les œufs de certains prédateurs potentiels. Puis après l'éclosion, les nymphes survivent en grande partie grâce à la consommation des excréments et des mues des adultes. Cette alimentation leur permet de développer leur propre population microbienne interne et d'éviter le contact avec la plupart des traitements insecticides de surface.
La blatte germanique est maintenant résistante à plusieurs types d'insecticides. Par exemple, on retrouve maintenant une souche qui ne répond plus aux appâts sucrés et qui refuse d'en manger. Les appâts sucrés sont un moyen de lutte peu coûteux et jusque-là, efficace pour contrôler les populations.

### Méthodes de lutte

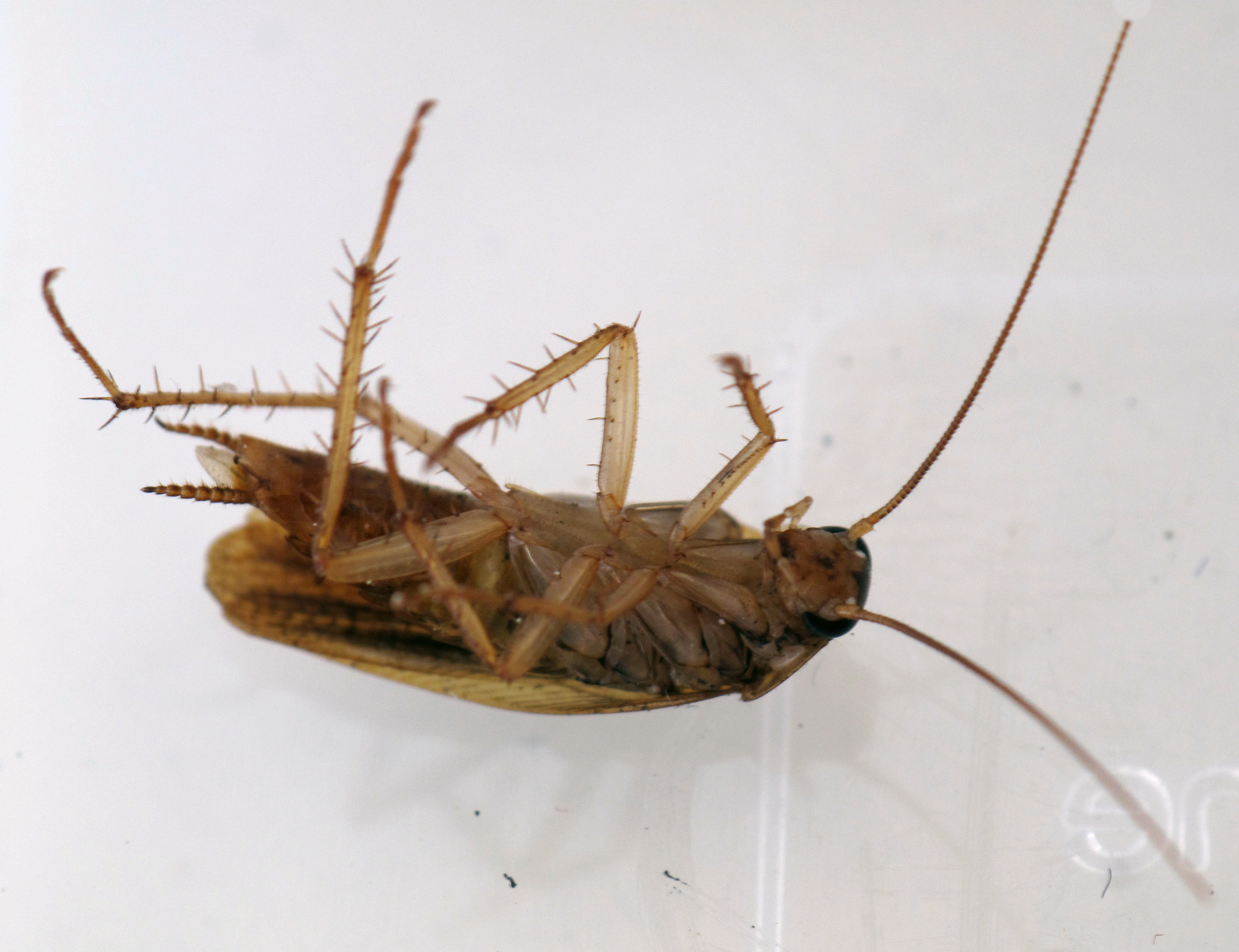
Blattella germanica.

Pour être en mesure de contrôler les populations, la méthode utilisée doit être soutenue et systématique ; la survie de quelques œufs est suffisante pour régénérer une nouvelle population.
On retrouve trois principaux moyens de lutte contre la blatte germanique. La première est une méthode non chimique qui consiste à attraper ou aspirer les blattes pour réduire l'infestation. On peut également ajouter un traitement par congélation, par surchauffage ou encore par vapeur à l'aide d'un gaz non toxique. Certaines de ces techniques nécessitent un équipement spécialisé et doivent être réalisées par des spécialistes en extermination.
La seconde méthode est l'utilisation de produits chimiques. Plusieurs types d'insecticides sont commercialisés pour tuer la blatte germanique. Ils peuvent être appliqués par aérosol, en appât et en granules dans les fissures et les crevasses ou encore à l'intérieur d'une trappe.
La méthode la plus simple consiste à obturer la sortie des tuyaux dans lequel passent les fils électriques par un bout de coton ou autre matière. Nous devons constater que la prolifération des blattes dans nos demeures est arrivée avec la pose des conduits électriques en tubes, qui sont les autoroutes des blattes, en remplacement des fils électriques sous baguettes en bois.[citation nécessaire]

## Risque sanitaire pour l'homme
Chez les blattes, la texture de la cuticule est idéale pour la fixation des germes et on retrouve également la présence de ces pathogènes dans leur intestin. Ces insectes se promènent sur le sol, cherchant un accès à de la nourriture ou encore à de la chaleur. Lorsqu'ils entrent en contact avec des aliments, ces pathogènes sont déposés directement ou encore indirectement, par le contact avec les excréments de l'animal. La consommation de ces aliments infectés peut provoquer des gastroentérites, de la diarrhée et autres types d'infections intestinales.
Parmi ces pathogènes, on retrouve des bactéries, des virus, des champignons et des parasites. On retrouve plusieurs espèces de bactéries dont certaines ont une importance médicale comme Escherichia coli, Salmonella thyphimurium, Staphylococcus aureus et différentes espèces de Klebsiella, Pseudomonas.
Les blattes sont également la cause d'allergie, surtout en cas d'infestation. La réaction allergique peut se manifester sur la peau ou par des problèmes respiratoires. La réaction peut être sévère et nécessiter des soins médicaux.